# Migori
Migori ist eine Stadt mit rund 50.000 Einwohnern in Kenia. Sie ist die Hauptstadt des gleichnamigen Countys. Migori liegt etwa 50 km südlich von Kisii und 20 km nördlich der Grenze zu Tansania. Von Migori führt eine Straße in das Naturschutzgebiet Masai Mara.
Es gibt eine direkte Busverkehr und Flug von Nairobi.

## Infrastruktur
Die Stadt verfügt unter anderem über drei Krankenhäuser, das Ojele Memorial Hospital, das St. Joseph’s Ombo Mission Hospital und das Migori District Hospital.
In Migori gibt es mehrere Schulen, z. B. die Ombo Primary School, die Migori Primary School und die Nyagubo Primary School.
In der Gegend um Migori gibt es Gold- und Kupfervorkommen.

## Persönlichkeiten
- Lilian Odira (* 1999), Mittelstreckenläuferin